# Uranotaenia edwardsi
Uranotaenia edwardsi är en tvåvingeart som beskrevs av Philip James Barraud 1926. Uranotaenia edwardsi ingår i släktet Uranotaenia och familjen stickmyggor. Inga underarter finns listade i Catalogue of Life.